# NGC 796
NGC 796 (również ESO 30-SC6) – gromada otwarta znajdująca się w gwiazdozbiorze Węża Wodnego. Odkrył ją John Herschel 18 września 1835 roku. Gromada ta należy do Małego Obłoku Magellana.